# Quincy Owusu-Abeyie
Quincy James Owusu-Abeyie (ur. 15 kwietnia 1986 w Amsterdamie) – piłkarz pochodzący z Ghany mający również obywatelstwo holenderskie grający na pozycji napastnika. Na koszulce nosi napis „Quincy”.

## Kariera klubowa
Quincy urodził się w stolicy Holandii, Amsterdamie, jednak jego rodzina pochodzi z Ghany. W 1994 roku, gdy miał 8 lat, trafił do piłkarskiej szkółki Ajaksu Amsterdam. Przez lata grał w juniorskich zespołach Ajaksu w różnych szczeblach wiekowych, ale po 9 latach pobytu został wyrzucony z amsterdamskiego zespołu z powodu licznych kłopotów wychowawczych. Nie przeszkodziło to jednak w znalezeniu innego klubu i Owusu-Abeyie we wrześniu 2002 trafił do Arsenalu. 1 lipca 2003 podpisał z tym klubem długoterminowy kontrakt i wówczas stał się graczem pierwszego zespołu, ale mimo to większość czasu spędzał w rezerwach „Kanonierów”. 28 października tego samego roku zadebiutował w pierwszym zespole, w meczu Pucharu Ligi Angielskiej zremisowanym 1:1 z Rotherham United. Do końca sezonu nie zdołał jednak zadebiutować w Premier League i nie miał większych szans by nawiązać do kariery jego wielkiego rodaka w Arsenalu, Dennisa Bergkampa. Swojego pierwszego gola w Arsenalu Quincy zdobył w sezonie 2004/2005, także w Pucharze Ligi Angielskiej, w meczu przeciwko Evertonowi. 7 grudnia natomiast po raz pierwszy wystąpił w Lidze Mistrzów, ale w wygranym 5:1 meczu z Rosenborg BK wystąpił tylko przez kilka minut (w 89. minucie zmienił Roberta Pirèsa). W końcu nastąpił także debiut Owusu-Abeyie w Premiership – 5 marca 2005 w wygranym 3:0 meczu z Portsmouth Był to jego jedyny mecz w lidze w tamtym sezonie, toteż Quincy miał niewielki udział w wywalczeniu przez Arsenal wicemistrzostwa Anglii. W sezonie 2005/2006 miał więcej okazji do pokazania się w Premiership, jak i europejskich pucharach. W lidze wystąpił w 4 meczach (we wszystkich jako rezerwowy), a do tego 4 razy zagrał w Arsenalu w rozgrywkach Ligi Mistrzów.
31 stycznia 2006 Owusu-Abeyie podpisał kontrakt z rosyjskim Spartakiem Moskwa. Stał się tym samym pierwszym Holendrem w historii w Rosyjskiej Premier Lidze. Arsenal zarobił na tym transferze około 2,5 miliona euro. W Spartaku nie wywalczył jednak miejsca w podstawowym składzie. Może się jednak poszczycić grą w Lidze Mistrzów z rosyjskim zespołem, jak i wywalczeniem tytułu wicemistrza Rosji. Latem 2007, w ostatnim dniu okna transferowego, Quincy trafił na wypożyczenie do drugoligowego hiszpańskiego zespołu Celty Vigo. Później był wypożyczony jeszcze do Birmingham City i Cardiff City, a od stycznia 2010 roku do Portsmouth. Następnie został zawodnikiem katarskiego Al-Sadd. W sezonie 2010/2011 był wypożyczony do Málagi, a latem 2011 – do Panathinaikosu. W latach 2014–2015 grał w Boaviście. W 2016 trafił do NEC Nijmegen.

## Kariera reprezentacyjna
Karierę reprezentacyjną Quincy rozpoczął od występów w młodzieżowych reprezentacjach Holandii. Z kadrą U-20 wystąpił na Młodzieżowych Mistrzostwach Świata, rozgrywanych latem 2005 w Holandii. Grał we wszystkich meczach Holendrów, w meczu 1/8 wygranym 3:0 z Chile zdobył gola i ogólnie był uważany za jednego z najlepszych graczy „Oranje” na tych mistrzostwach. W ćwierćfinale odpadli oni jednak po meczu z Nigerią przegrywając w karnych 9:10 (po 120 minutach był remis 1:1).